# Куп Србије у одбојци
Куп Србије је национални одбојкашки куп Републике Србије. Одржава се у организацији Одбојкашког савеза Србије.

## Историја
Куп Србије је правни наследник Купа Србије и Црне Горе. Куп Србије и Црне Горе је одржан само три пута, јер се Државна заједница Србија и Црна Гора 2006. године раздвојила на Србију и Црну Гору. У складу са тиме, овај куп је пред сезону 2006/07. раздвојен на два такмичења — Куп Црне Горе и Куп Србије.

## Финала
| Сезона                  | Финале                  | Финале                                             | Финале              | Изв.   |
| Сезона                  | Победник                | Резултат                                           | Финалиста           | Изв.   |
| 2006/07. (Нови Сад)     | Војводина (1)           | 3 : 0 (25 : 16, 25 : 22, 25 : 19)                  | Млади радник        | [ 1 ]  |
| 2007/08. (Крагујевац)   | Раднички Крагујевац (1) | 3 : 0 (25 : 17, 25 : 22, 25 : 22)                  | Рибница             | [ 2 ]  |
| 2008/09. (Нови Сад)     | Црвена звезда (1)       | 3 : 2 (34 : 36, 14 : 25, 25 : 19, 25 : 20, 15 : 9) | Раднички Крагујевац | [ 3 ]  |
| 2009/10. (Нови Сад)     | Војводина (2)           | 3 : 0 (25 : 23, 25 : 16, 25 : 19)                  | Раднички Крагујевац | [ 4 ]  |
| 2010/11. (Београд)      | Црвена звезда (2)       | 3 : 0 (25 : 20, 26 : 24, 25 : 14)                  | Партизан            | [ 6 ]  |
| 2011/12. (Нови Сад)     | Војводина (3)           | 3 : 1 (23 : 25, 25 : 18, 25 : 23, 25 : 23)         | Млади радник        | [ 7 ]  |
| 2012/13. (Нови Пазар)   | Црвена звезда (3)       | 3 : 1 (25 : 22, 18 : 25, 25 : 22, 27 : 25)         | Раднички Крагујевац | [ 8 ]  |
| 2013/14. (Краљево)      | Црвена звезда (4)       | 3 : 0 (25 : 21, 26 : 24, 25 : 19)                  | Рибница             | [ 9 ]  |
| 2014/15. (Нови Сад)     | Војводина (4)           | 3 : 1 (25 : 17, 22 : 25, 25 : 18, 25 : 18)         | Партизан            | [ 10 ] |
| 2015/16. (Пожаревац)    | Црвена звезда (5)       | 3 : 0 (25 : 23, 25 : 15, 25 : 14)                  | Млади радник        | [ 11 ] |
| 2016/17. (Нови Пазар)   | Нови Пазар (1)          | 3 : 0 (25 : 22, 27 : 25, 25 : 18)                  | Војводина           | [ 12 ] |
| 2017/18. (Лајковац)     | Нови Пазар (2)          | 3 : 0 (25 : 13, 25 : 20, 26 : 24)                  | Црвена звезда       | [ 13 ] |
| 2018/19. (Лајковац)     | Црвена звезда (6)       | 3 : 0 (25 : 18, 25 : 21, 25 : 20)                  | Раднички Крагујевац | [ 14 ] |
| 2019/20. (Уб)           | Војводина (5)           | 3 : 1 (22 : 25, 25 : 22, 25 : 19, 25 : 23)         | Партизан            | [ 15 ] |
| 2020/21. (Врњачка Бања) | Рибница (1)             | 3 : 1 (25 : 22, 25 : 23, 24 : 26, 25 : 23)         | Раднички Крагујевац | [ 16 ] |
| 2021/22. (Лајковац)     | Партизан (1)            | 3 : 1 (25 : 17, 23 : 25, 25 : 15, 25 : 22)         | Млади радник        | [ 17 ] |
| 2022/23. (Уб)           | Партизан (2)            | 3 : 2 (21 : 25, 25 : 22, 18 : 25, 25 : 19, 15 : 7) | Војводина           | [ 18 ] |
| 2023/24. (Обреновац)    | Војводина (6)           | 3 : 1 (25 : 22, 22 : 25, 25 : 22, 25 : 21)         | Млади радник        | [ 19 ] |
| 2024/25. (Крагујевац)   | Раднички Крагујевац (2) | 3 : 0 (25 : 19, 25 : 21)                           | Партизан            | [ 20 ] |

- У загради поред сезоне се налази град у коме је одржан завршни турнир или одигран финални меч.

### Успешност клубова
| Поз. | Екипа               | Победник                                                | Финалиста                                      |
| ---- | ------------------- | ------------------------------------------------------- | ---------------------------------------------- |
| 1.   | Војводина           | 6 2006/07, 2009/10, 2011/12, 2014/15, 2019/20, 2023/24. | 2 2016/17, 2022/23.                            |
| 2.   | Црвена звезда       | 6 2008/09, 2010/11, 2012/13, 2013/14, 2015/16, 2018/19. | 1 2017/18.                                     |
| 3.   | Раднички Крагујевац | 2 2007/08, 2024/25.                                     | 5 2008/09, 2009/10, 2012/13, 2018/19, 2020/21. |
| 4.   | Партизан            | 2 2021/22, 2022/23.                                     | 4 2010/11, 2014/15, 2019/20, 2024/25.          |
| 5.   | Нови Пазар          | 2 2016/17, 2017/18.                                     | —                                              |
| 6.   | Рибница             | 1 2020/21.                                              | 2 2007/08, 2013/14.                            |
| 7.   | Млади радник        | —                                                       | 5 2006/07, 2011/12, 2015/16, 2021/22, 2023/24. |